# انتقام: یک داستان عاشقانه
انتقام: یک داستان عاشقانه (به انگلیسی: Vengeance: A Love Story) فیلمی است در ژانر هیجانی محصول ۲۰۱۷ آمریکا. کارگردان فیلم جانی مارتین است و فیلم‌نامهٔ آن را جان منکویچ نگاشته‌است. داستان این فیلم بر اساس داستان تجاوز: داستانی عاشقانه (به انگلیسی: Rape: A Love Story) نوشتهٔ جویس کارول اوتس در سال ۲۰۰۳ میلادی است. نیکلاس کیج، تالیثا بیتمن، آنا هاچیسون و دان جانسون در آن ایفای نقش کرده‌اند.
فیلم دربارهٔ پلیسی (با بازی نیکلاس کیج) است که وقتی متهمان به تجاوز به زنی در دادگاه در آستانهٔ تبرئه شدن قرار می‌گیرند تصمیم می‌گیرد تا خودش عدالت را اجرا کند.